# مانغاميزي: القديم
مانغاميزي: القديم (بالإنجليزية: Maangamizi: The Ancient One)‏، هُو فيلم دراما أمريكي تنزاني صدر سنة 2001 أخرجه الثنائي Martin Mhando و‌Ron Mulvihill وأنتجه جوناثان ديم. عُرض الفيلم لأول مرة خلال Pan African Film Festival، ثُم عُرض بعدها في أكثر من 55 مهرجانا سينيمائيا في مُختلف أنحاء العالم.

## وصلات خارجية
- مانغاميزي: القديم على موقع IMDb (الإنجليزية)
- مانغاميزي: القديم على موقع Turner Classic Movies (الإنجليزية)
- مانغاميزي: القديم على موقع أول موفي (الإنجليزية)
- مانغاميزي: القديم على موقع فيلمافينيتي (الإسبانية)
- مانغاميزي: القديم على موقع قاعدة بيانات الفيلم (الإنجليزية)
- مانغاميزي: القديم على موقع ليتربوكسد (الإنجليزية)
- مانغاميزي: القديم على موقع كينوبويسك (الروسية)